# لجنة البرلمان الأوروبي للشؤون الاقتصادية والنقدية
لجنة الشؤون الاقتصادية والنقدية (بالإنجليزية: Committee on Economic and Monetary Affairs)‏ المعروفة اختصاراً بـ ECON هي لجنة تابعة للبرلمان الأوروبي مسؤولة عن تنظيم الخدمات المالية وحرية حركة رأس المال والمدفوعات وسياسات الضرائب والمنافسة والإشراف على البنك المركزي الأوروبي والنظام المالي الدولي.
منذ تأسيس الوحدة الاقتصادية والنقدية، كانت إحدى أهم وظائف هذه اللجنة هي الإشراف على البنك المركزي الأوروبي من خلال "الحوار النقدي". على الرغم من استقلال المصرف المصان بموجب المعاهدة، فإن البنك المركزي الأوروبي مسؤول عن أفعاله تجاه البرلمان الأوروبي، وبشكل أكثر دقة تجاه لجنة الشؤون الاقتصادية والنقدية. كل ثلاثة أشهر، يظهر رئيس البنك المركزي الأوروبي أو أحد أعضاء المجلس التنفيذي للبنك المركزي الأوروبي أمام اللجنة لتقديم تقرير حول السياسة النقدية والإجابة على أسئلة الأعضاء. يتم بث هذه الإجراءات، التي يطلق عليها عادةً "الحوار النقدي"، عبر الإنترنت ويتم توفير نسخة منها على مواقع الويب الخاصة بالبرلمان والبنك المركزي الأوروبي.
تلعب اللجنة أيضاً دوراً استشارياً في تعيينات رئيس وأعضاء مجلس إدارة البنك المركزي الأوروبي.